# Hibiscus propulsator
Hibiscus propulsator är en malvaväxtart som beskrevs av Lyndley Alan Craven och B.E.Pfeil. Hibiscus propulsator ingår i Hibiskussläktet som ingår i familjen malvaväxter. Inga underarter finns listade i Catalogue of Life.